# باسكال (شخصية كرتونية)
ألان باسكال شخصية في مسلسل كرتون أنمي كابتن ماجد.

## نبذه عن شخصيته
ألان باسكال، من أبرز اللاعبين الأرجنتينيين، صديق دياز المفضل. لاعب جيد، لديه أساليب رائعة في الاعتراض والمناورة. في الأنمي المدبلج للعربية، تم اعتماد اسم (باسكال) في الجزء الخامس.
ويبين مسلسل الأنمي ان باسكال وصديقه دياز تربا مع بعضهما البعض منذ الطفولة على حب لعبة كرة القدم مما جعلهما ثنائي محترف في منتخب الأرجنتين.

## من تقنياته في اللعب
- محاورة الثنائي الذهبي (مع صديقه دياز).
- الاعتراض الانزلاقي.
- الضربة الطويلة.
- الضربة الساحقة.
- الضربة السريعة.